# Liste der Kommunalwappen mit der Jakobsmuschel in Portugal
Dieser Artikel enthält die Liste der Kommunalwappen mit der Jakobsmuschel in Portugal.
Als Jakobsmuscheln oder Pilgermuscheln werden zwei nahe verwandte Arten von Muscheln bezeichnet, die beide zur Gattung Pecten gehören. Der Name Jakobsmuschel geht auf den heiligen Jakobus, den Schutzpatron der Pilger, zurück, dessen Erkennungszeichen die Muschel ist.

## Region Alentejo

### Alentejo Central

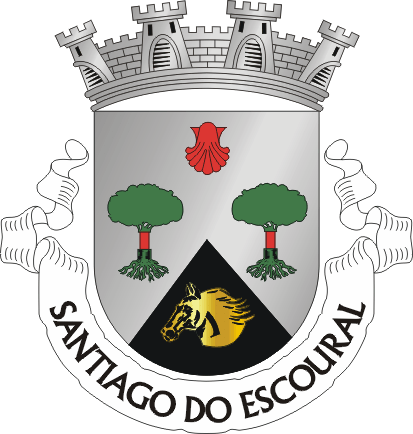
Santiago do Escoural

### Alentejo Litoral

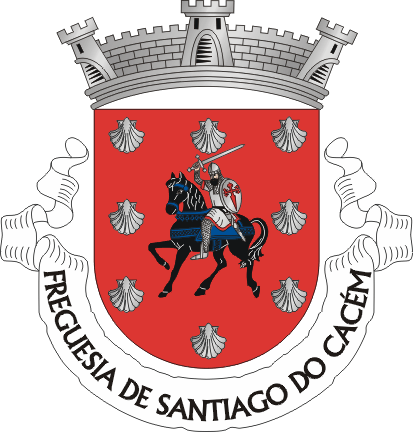
Santiago do Cacém

### Alto Alentejo

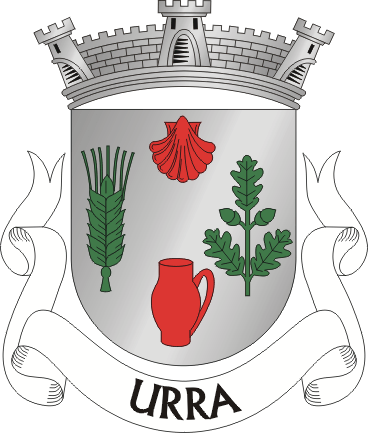
Urra

### Baixo Alentejo

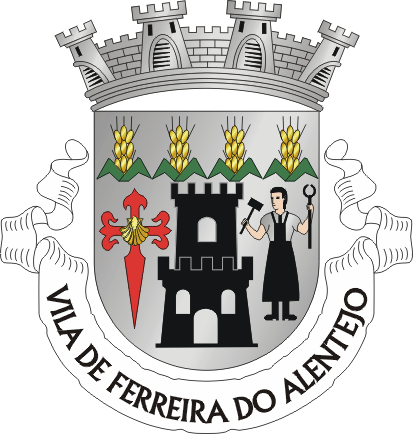
Ferreira do Alentejo
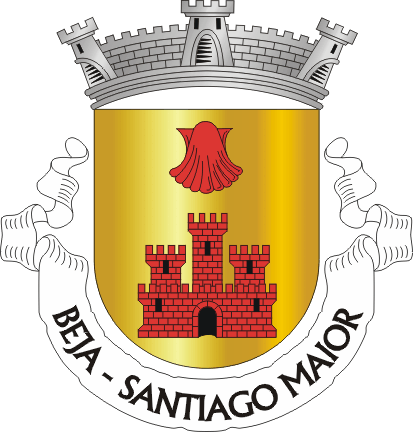
Santiago Maior

### Lezíria do Tejo

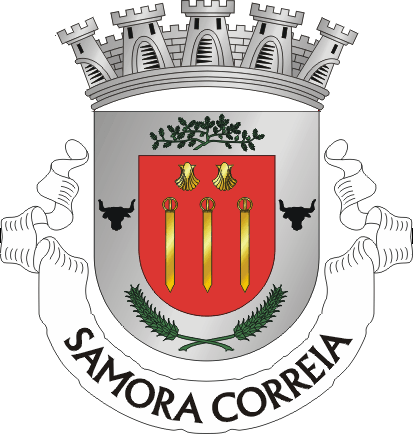
Samora Correia
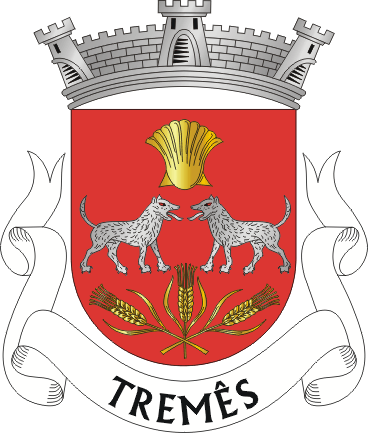
Tremês

## Region Algarve

### Algarve

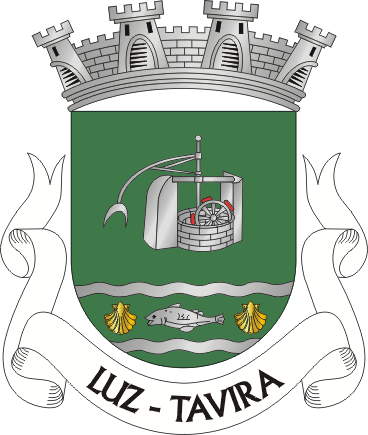
Luz de Tavira

## Region Lissabon

### Península de Setúbal

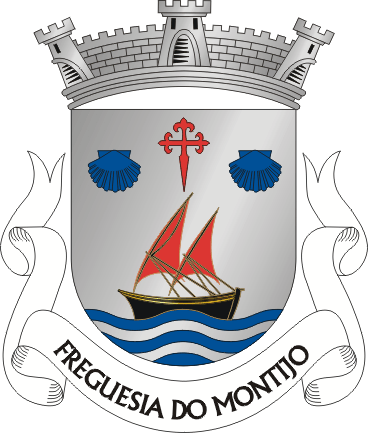
Montijo
Setúbal
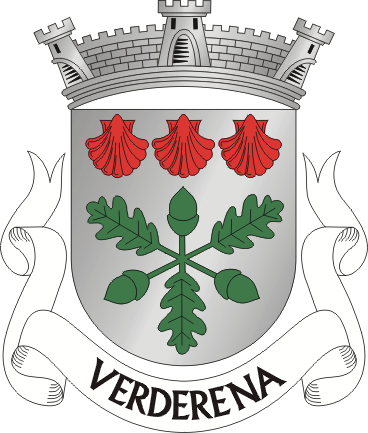
Verderena

## Region Mitte

### Baixo Mondego

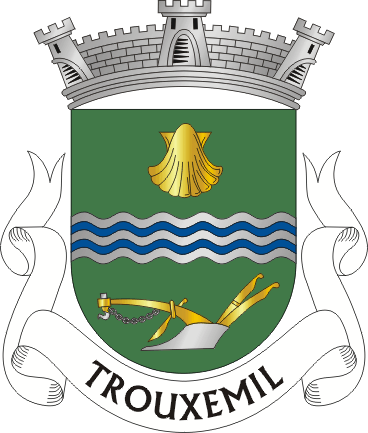
Trouxemil

### Baixo Vouga

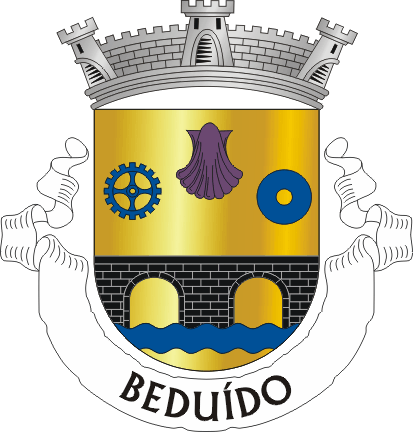
Beduído
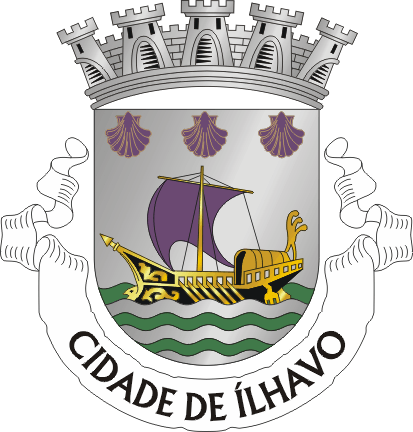
Ílhavo
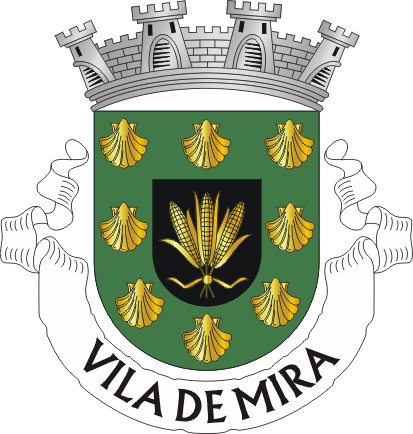
Mira
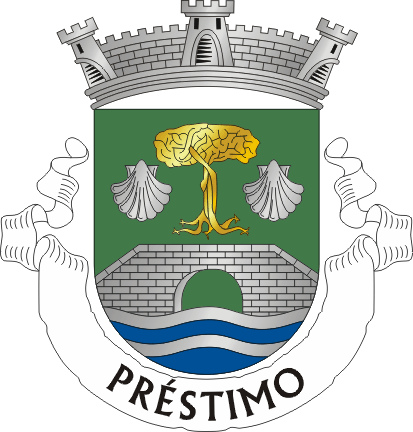
Préstimo

### Dão-Lafões

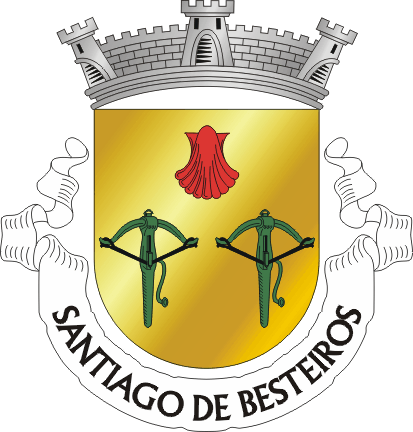
Santiago de Besteiros

### Médio Tejo

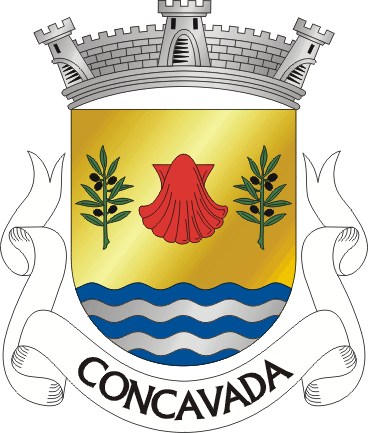
Concavada
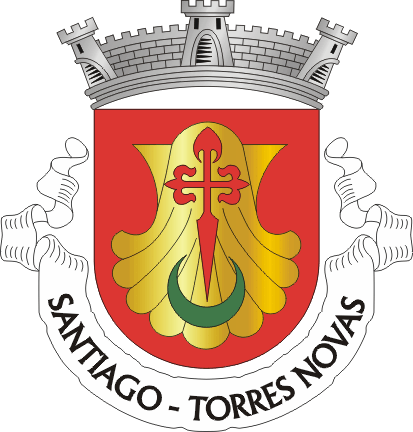
Santiago

### Oeste

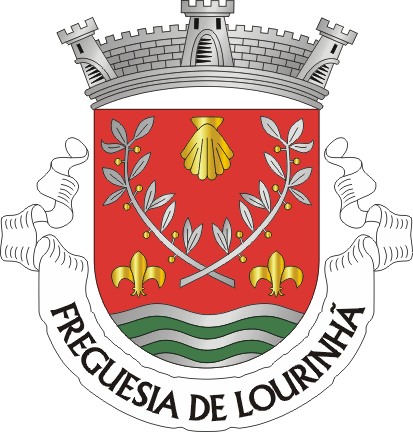
Lourinhã
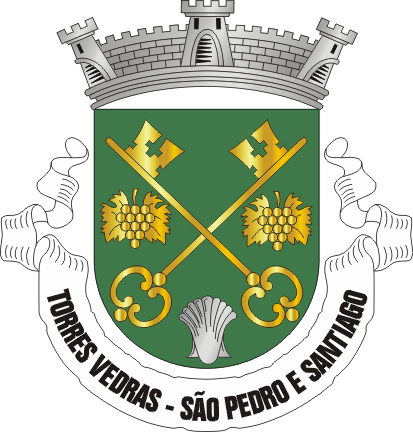
São Pedro e Santiago
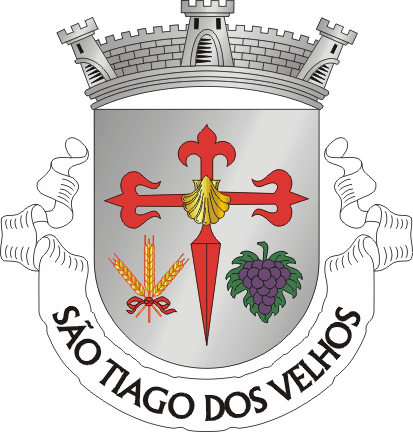
Santiago dos Velhos

### Pinhal Interior Norte

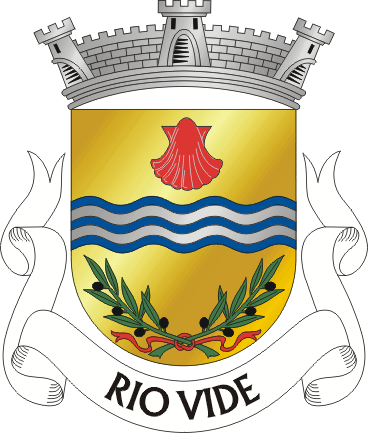
Rio Vide
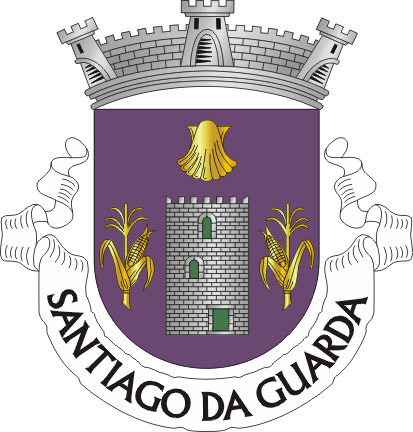
Santiago da Guarda

### Pinhal Interior Sul

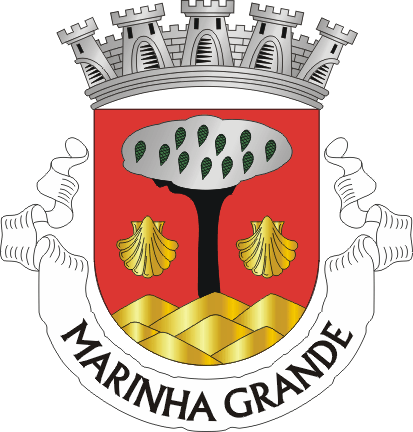
Marinha Grande
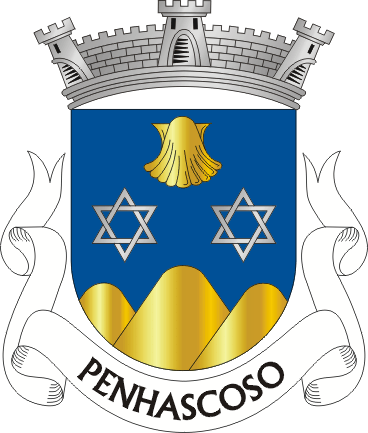
Penhascoso

### Pinhal Litoral

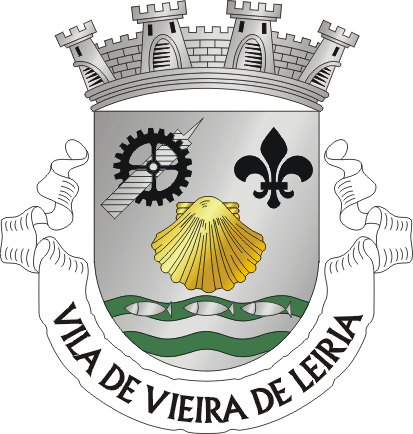
Vieira de Leiria

## Region Nord

### Ave

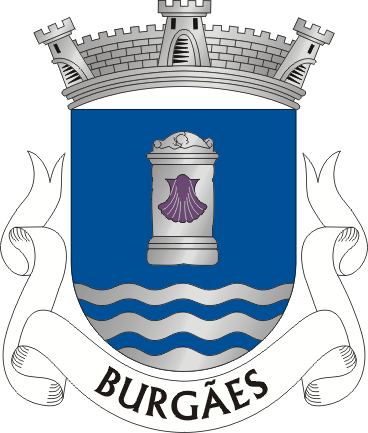
Burgães
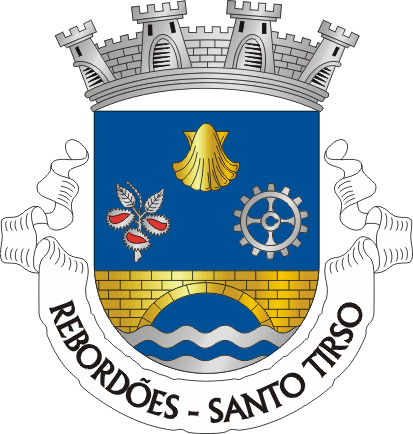
Rebordões
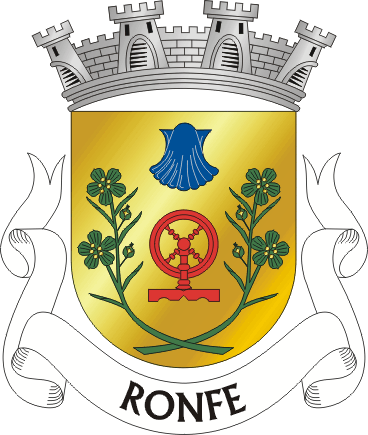
Ronfe
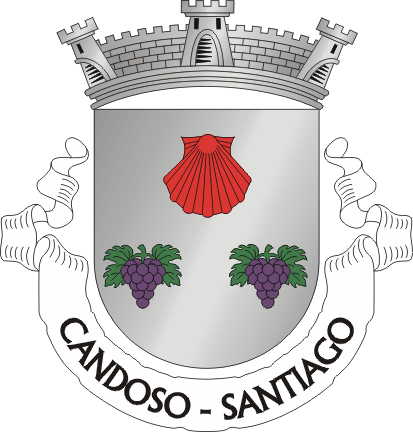
Santiago de Candoso
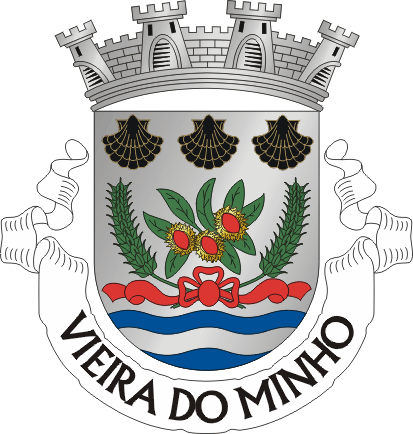
Vieira do Minho

### Cávado

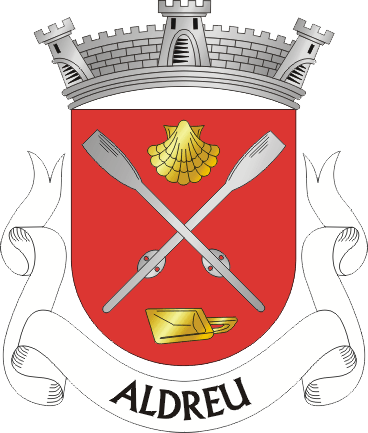
Aldreu
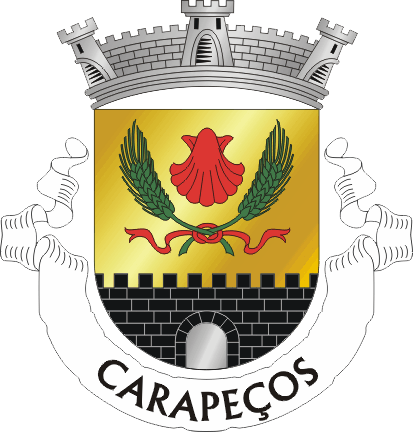
Carapeços
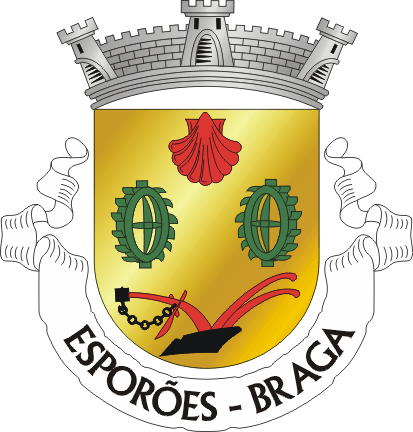
Esporões
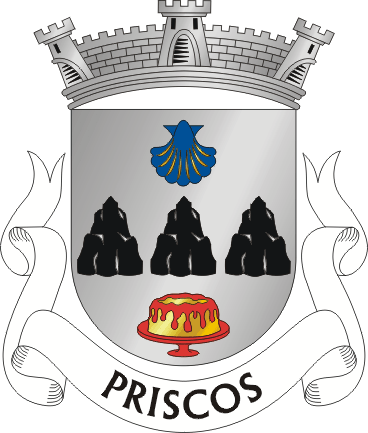
Priscos
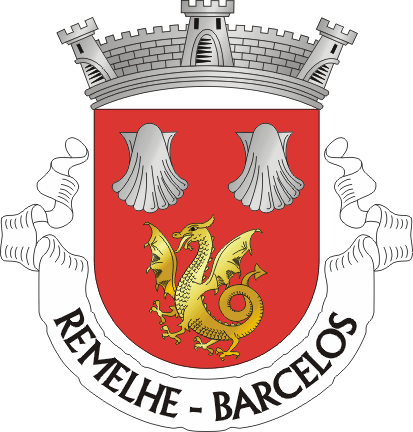
Remelhe
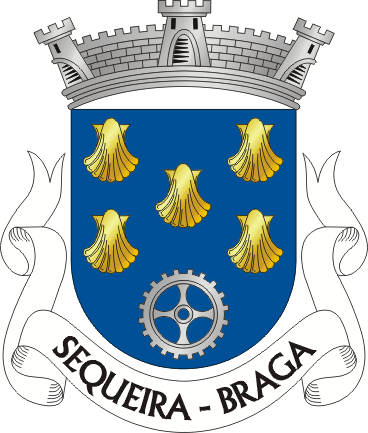
Sequeira
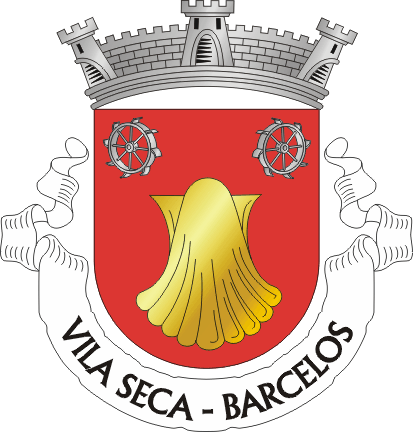
Vila Seca

### Douro

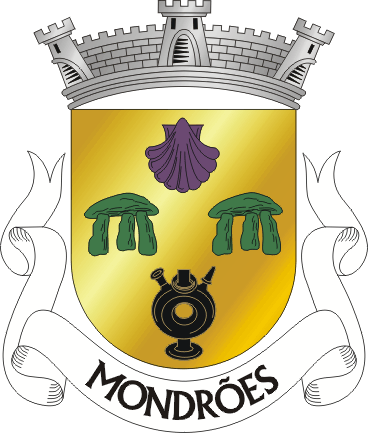
Mondrões
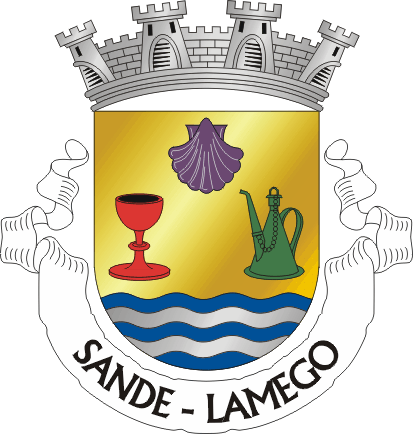
Sande

### Grande Porto

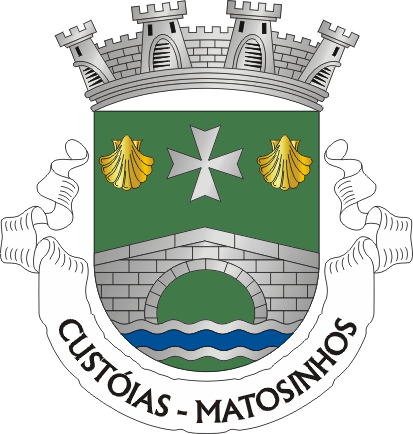
Custóias
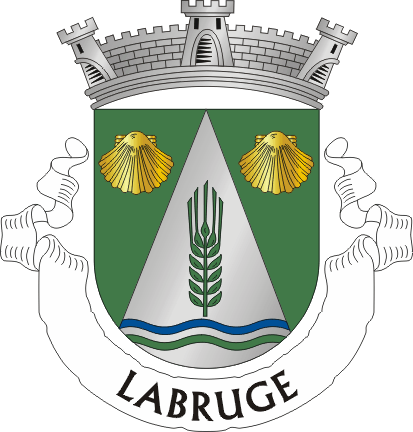
Labruge
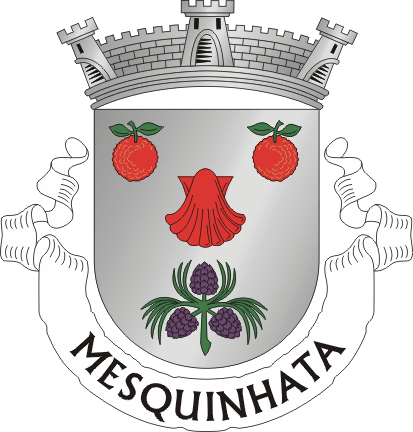
Mesquinhata
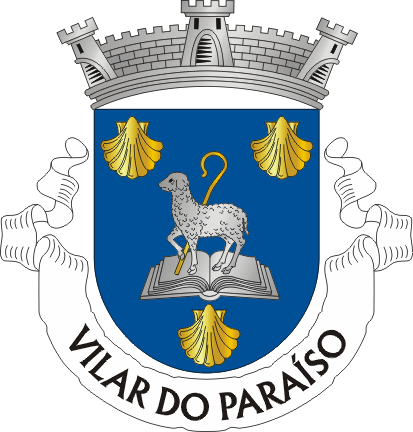
Vilar do Paraíso

### Minho-Lima

Anhões
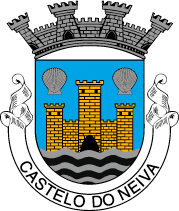
Castelo do Neiva

### Tâmega

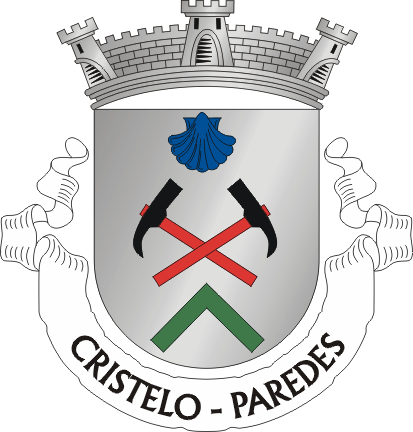
Cristelo
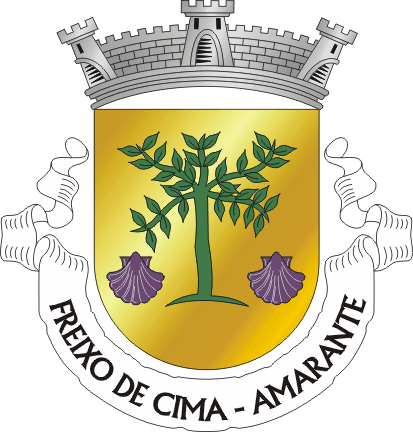
Freixo de Cima
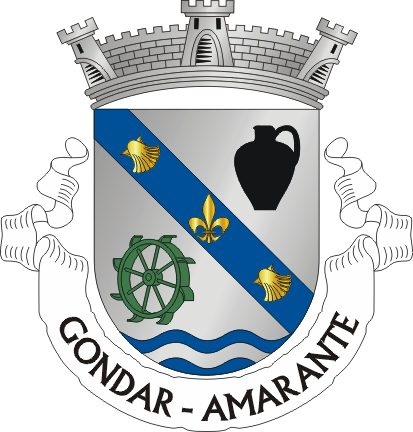
Gondar
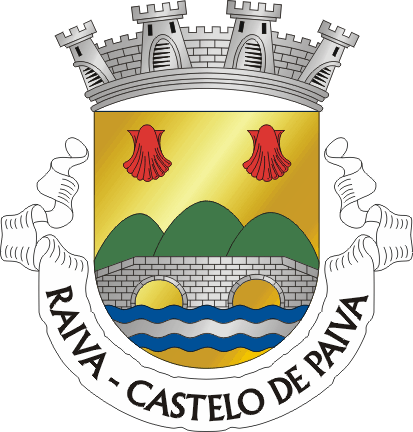
Raiva
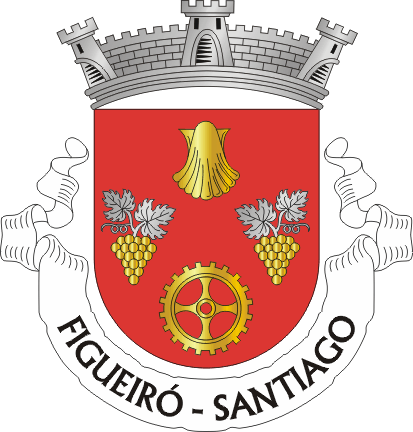
Santiago de Figueiró
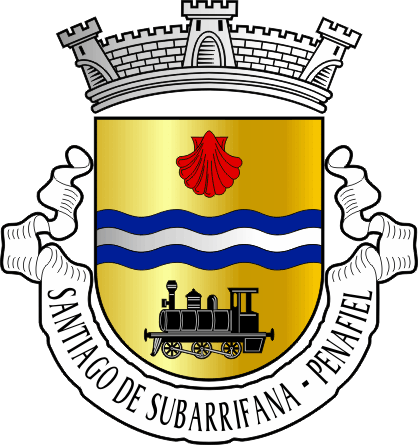
Santiago de Subarrifana
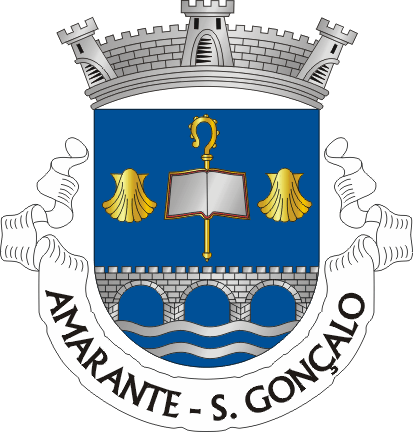
São Gonçalo
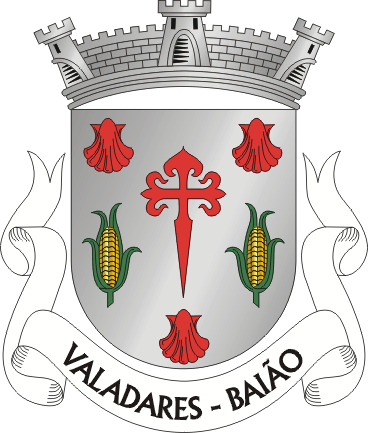
Valadares